# Le Réquisitionnaire
 (mai 2018).
Si vous disposez d'ouvrages ou d'articles de référence ou si vous connaissez des sites web de qualité traitant du thème abordé ici, merci de compléter l'article en donnant les références utiles à sa vérifiabilité et en les liant à la section « Notes et références ».
Le Réquisitionnaire est une nouvelle d’Honoré de Balzac, parue en 1831.

## Historique
La nouvelle est initialement publiée en 1831 dans La Revue de Paris et reprise la même année en volume chez Gosselin, puis en 1832 dans les Contes philosophiques chez le même éditeur. Rééditée chez Werdet en 1835 dans la série des Études philosophiques, puis dans l’édition Furne de La Comédie humaine en 1846, elle paraît de nouveau dans Le Constitutionnel en 1847.

## Résumé
En 1793, dans la ville de Carentan en Basse-Normandie, les habitués du salon de la comtesse de Dey trouvent sa porte close un premier jour, puis les jours suivants. Ce comportement inhabituel d’une femme raffinée qui tient à son « assemblée quotidienne » éveille la curiosité des habitants, qui se perdent en conjectures. 
Les véritables raisons du comportement de madame de Dey sont données plus loin : la comtesse a reçu un message secret lui apprenant que son fils Auguste, qui a participé à l’expédition royaliste de Granville et a été emprisonné, va tenter de s’échapper. Il devrait arriver chez elle dans les trois prochains jours. Le dernier soir, la comtesse se décide enfin à ouvrir ses portes et à organiser sa réception normalement. On lui a assuré que son fils était en route et qu’il se présenterait chez elle le soir même. Le maire de la ville a donné à un jeune soldat (dont il pense qu’il est le fils de la comtesse) un billet de logement dans la maison de Dey.
Mais, lorsque le réquisitionnaire se présente, la comtesse s’aperçoit que l'homme n’est nullement son fils. Elle meurt, comme par un effet de télépathie, au moment même où Auguste est fusillé dans le Morbihan. 